# Горбатюк Іван Маркович
Іван Маркович Горбатюк (1903, місто Одеса — 6 березня 1957, місто Москва) — радянський діяч органів держбезпеки. Депутат Верховної ради СРСР 4-го скликання. Член Ревізійної комісії КП України в 1952—1954 роках.

## Біографія
Народився в родині робітника. У 1918 році закінчив Вище початкове училище в місті Одесі.
У серпні 1918 — лютому 1922 року працював помічником машиніста при залізничних майстернях у місті Одесі. У лютому 1922 — червні 1923 року — уповноважений по розвантаженню Подільського губпродкому при заготівельній конторі в місті Бар Подільської губернії. У червні 1923 — серпні 1924 року — заступник голови міжрайонного секретаріату Спілки незаможних селян (місто Бар). У серпні 1924 — серпні 1925 року — голова заводського комітету Спілки харчовиків у місті Бар.
Член ВКП(б) з червня 1925 року.
З вересня 1925 року — служив у Червоній армії. У вересні 1925 — вересні 1928 року — курсант Української кавалерійської школи імені Будьонного в місті Зінов'ївську. У вересні 1928 — березні 1930 року — командир взводу маневрової групи 22-го прикордонного загону в селищі Волочиськ. У березні 1930 — травні 1932 року — командир взводу, помічник начальника школи по стройовій частині 6-го кавалерійського полку ОДПУ (місто Харків). У травні — жовтні 1932 року — командир кавалерійського дивізіону 4-го Українського полку ОДПУ (місто Дніпропетровськ). У жовтні 1932 — липні 1933 року — командир дивізіону 12-го кавалерійського полку ОДПУ (місто Київ). У липні 1933 — березні 1935 року — командир кавалерійської маневрової групи 26-го прикордонного загону (місто Одеса). У березні 1935 — лютому 1937 року — командир маневрової групи 20-го прикордонного загону (місто Славута Шепетівського округу). У лютому 1937 — вересні 1939 року — начальник штабу 55-го залізничного полку НКВС (місто Коростень).
У вересні — листопаді 1939 року — командир 89-го залізничного полку НКВС (місто Козятин). У листопаді 1939 — квітні 1940 року — в.о. командира 61-го полку 6-ї бригади військ НКВС охорони залізниці. У 1940 році закінчив Військову академію імені М. В. Фрунзе. У квітні — серпні 1940 року — командир 61-го полку 6-ї бригади військ НКВС охорони залізниці. У серпні 1940 — жовтні 1941 року — начальник 87-го прикордонного загону НКВС (місто Ломжа; Західний фронт).
У жовтні 1941 — серпні 1942 року — командир 87-го прикордонного полку НКВС по охороні тилу Західного фронту. У серпні 1942 — січні 1943 року — в.о. начальника Управління військ НКВС по охороні тилу Західного фронту. У січні — вересні 1943 року — начальник Управління військ НКВС по охороні тилу Північно-Західного фронту. У вересні 1943 — листопаді 1945 року — начальник Головного управління військ НКВС по охороні тилу діючої Червоної Армії.
21 листопада 1945 — 21 березня 1949 року — начальник Управління НКВС (з 1946 року — МВС) по Івановській області РСФСР.
21 березня 1949 — 3 березня 1951 року — начальник Управління прикордонних військ МВС-МДБ Білоруського округу (місто Мінськ). У березні — листопаді 1951 року — в розпорядженні МДБ СРСР.
2 листопада 1951 р. — 21 травня 1954 року — начальник Управління прикордонних військ МДБ Українського округу (місто Львів).
21 травня 1954 року звільнений в запас через хворобу. На пенсії з травня 1954 року, проживав у Москві. Помер 6 березня 1957 року в Москві.

## Звання
- генерал-майор (21.04.1943)
- генерал-лейтенант (18.11.1944)

## Нагороди
- орден Леніна (24.11.1950)
- чотири ордени Червоного Прапора (19.12.1941, 22.08.1944, 2.03.1945, 10.12.1945)
- два ордени Вітчизняної війни 1 ступеня (15.06.1943, 14.02.1951)
- орден Кутузова 2 ступеня (8.03.1944)
- орден Суворова 2 ступеня (2.07.1945)
- орден Червоної Зірки (3.11.1944)
- чотири медалі